# Mount Bintumani
Mount Bintumani is met 1945 meter de hoogste bergtop in Sierra Leone en tevens de hoogste berg van West-Afrika. De berg maakt deel uit van het Lomagebergte.
Mount Bintumani ligt in het nationale park Loma Mountains, dat voor een groot deel uit tropisch regenwoud bestaat. Hier leven onder meer dwergnijlpaarden (Choeropsis liberiensis), de breedvoorhoofdkrokodil (Osteolaemus tetraspis), de rosse visuil (Scotopelia ussheri) en talrijke primaten.
Gedurende het droogseizoen is de berg te beklimmen vanuit het in het dal gelegen dorp Sinekoro op 400 meter hoogte. De totale tocht naar de top is 29 kilometer. Het is een tocht met steile stukken waar twee volle dagen voor nodig zijn met een gids. Zonder gids is er een GPS-coördinatenpad beschikbaar.